# Partito Comunista (Marxista-Leninista) Italiano
Il Partito Comunista (Marxista-Leninista) Italiano è stato un partito politico italiano che prese tale denominazione nel 1972 dal precedente raggruppamento fondato nell'ottobre 1968 con la denominazione di Unione dei Comunisti Italiani (Marxisti-Leninisti) su iniziativa di militanti di provenienza eterogenea tra i quali Aldo Brandirali, Enzo Lo Giudice proveniente dal PSIUP e Claudio Meldolesi. Altri dirigenti provenivano dal Movimento Studentesco romano e dal collettivo milanese Falce e Martello, inizialmente legato alla Quarta Internazionale trockista e passato al marxismo-leninismo con l'inizio della rivoluzione culturale cinese.

## Storia

### Le origini
L'Unione dei Comunisti Italiani (Marxisti-Leninisti) si presentava come partito d'avanguardia nei confronti delle masse popolari e del proletariato: 
Il partito impone ai membri una disciplina particolarmente rigida, anche nella vita privata, chiede agli iscritti un'offerta di parte del loro reddito, costituisce organizzazioni settoriali che si occupano dei giovani, delle donne, dei lavoratori, degli ex partigiani e della propaganda. Disponeva anche di un'organizzazione giovanile, la Lega della Gioventù Comunista, una riservata alle donne, la Lega delle Donne Comuniste e una federazione di lavoratori emigrati nella Repubblica Federale Tedesca e in Svizzera, la Federazione italiani lavoratori emigrati.
All'inizio del 1969 la coesione interna comincia a venire meno: Luca Meldolesi, dirigente romano, viene accusato di deviazionismo da Brandirali, escluso dalla direzione e infine espulso.

### La trasformazione e il declino
Isolata dai movimenti dagli altri gruppi extraparlamentari, nel 1972 l'UCI(M-L) assume la denominazione di Partito Comunista (Marxista-Leninista) Italiano. Si presenta quindi alle elezioni politiche del 1972 con il simbolo Servire il Popolo: il risultato si rivela complessivamente modesto con 86.000 voti (0,28%), e al massimo un 1,25% raccolto nel collegio di Monza e Brianza dalla partigiana Rosetta Villa. Nel 1974 dopo una lunga serie di scissioni ed epurazioni Brandirali viene espulso da ciò che restava del suo stesso partito (si avvicinerà in seguito a Comunione e Liberazione, alla Democrazia Cristiana e infine a Forza Italia). Per qualche anno il partito è diretto dal poeta Francesco Leonetti, che fonda il nuovo organo ufficiale, il periodico La Voce Operaia. Il PC(M-L)I si scioglie nel 1978 dopo ulteriori scissioni che avevano ridotto la formazione a poche decine di militanti.
Tra le figure di maggiore spicco che sono appartenute a questo gruppo dell'estrema sinistra italiana, oltre al capo politico Aldo Brandirali, vi sono Angelo Arvati, Marco Bellocchio, Lou Castel, Pierangelo Bertoli, Renato Mannheimer, Antonio Pennacchi, Fulvio Abbate, Antonio Polito, Barbara Pollastrini, Michele Santoro, Linda Lanzillotta e Nicola Latorre.

## Risultati elettorali
| Elezione       | Elezione | Voti   | %    | Seggi |
| -------------- | -------- | ------ | ---- | ----- |
| Politiche 1972 | Camera   | 86 038 | 0,26 | -     |